# The Villain
The Villain é um filme norte-americano de 1979 dirigido por Hal Needham. Seu título, quando lançado no Reino Unido e na Austrália, é Cactus Jack.
Uma paródia de filmes do velho oeste,  e estrelou Kirk Douglas, Arnold Schwarzenegger, Ann-Margret, Paul Lynde, Foster Brooks, Strother Martin, Ruth Buzzi, Jack Elam, e Mel Tillis. 